# Elatostema celaticaule
Elatostema celaticaule är en nässelväxtart som beskrevs av Henry Nicholas Ridley. Elatostema celaticaule ingår i släktet Elatostema och familjen nässelväxter. Inga underarter finns listade i Catalogue of Life.